# Debbie Flintoff-King
Debra Lee Flintoff-King, detta Debbie (Melbourne, 20 aprile 1960), è un'ex ostacolista e velocista australiana, campionessa olimpica dei 400 metri ostacoli ai Giochi olimpici di Seul 1988.

## Record oceaniani

### Seniores
- 400 metri ostacoli: 53"17 ( Seul, 28 settembre 1988)

## Palmarès
| Anno | Manifestazione          | Sede        | Evento      | Risultato  | Prestazione | Note                          |
| ---- | ----------------------- | ----------- | ----------- | ---------- | ----------- | ----------------------------- |
| 1982 | Giochi del Commonwealth | Brisbane    | 400 m hs    | Oro        | 55"89       |                               |
| 1982 | Giochi del Commonwealth | Brisbane    | 4×400 m     | Argento    | 3'27"72     |                               |
| 1983 | Mondiali                | Helsinki    | 400 m hs    | Semifinale | 56"63       |                               |
| 1984 | Giochi olimpici         | Los Angeles | 400 m hs    | 6ª         | 56"21       | Miglior prestazione personale |
| 1986 | Giochi del Commonwealth | Edimburgo   | 400 m piani | Oro        | 51"29       |                               |
| 1986 | Giochi del Commonwealth | Edimburgo   | 400 m hs    | Oro        | 54"94       |                               |
| 1986 | Giochi del Commonwealth | Edimburgo   | 4×400 m     | Bronzo     | 3'32"86     |                               |
| 1987 | Mondiali                | Roma        | 400 m hs    | Argento    | 54"19       |                               |
| 1988 | Giochi olimpici         | Seul        | 400 m hs    | Oro        | 53"17       | Record olimpico               |
| 1990 | Giochi del Commonwealth | Auckland    | 400 m hs    | Argento    | 56"00       |                               |
| 1990 | Giochi del Commonwealth | Auckland    | 4×400 m     | Argento    | 3'30"74     |                               |